# The White Goddess
The White Goddess ist das zweite Studioalbum der deutschen Heavy-/Epic-Doom-Band Atlantean Kodex. Es erschien am 4. Oktober 2013 auf CD über Cruz del Sur Music sowie als LP über Ván Records. Mit dem Album erreichte die Band erstmals eine Chartplatzierung.

## Entstehung
Das Album war bereits im Jahre 2012 fertig geschrieben und aufgenommen. Die Aufnahmen fanden im bandeigenen Boar Cult Studio in Sulzbach-Rosenberg statt. Lediglich für das Mixen und Mastern wurde eine externe Person hinzugezogen. Die Musiker waren allerdings mit dem Resultat zunächst unzufrieden und überarbeiteten das Material in kleinen Details. So wurden einige Lieder neu arrangiert und einige Gesangslinien neu geschrieben. Der Titel Heresiarch hört sich laut dem Gitarristen Manuel Trummer komplett anders als in der ursprünglichen Version. 
Neben den auf dem Album vertretenen Titeln wurden noch die Lieder Kodex Battalions und Virgin - Mother - Crone aufgenommen. Diese wurden nicht für das Album verwendet, weil sie nach Ansicht der Musiker nicht zu den übrigen Titeln passten. Eventuell werden sie zu einem späteren Zeitpunkt auf einer EP veröffentlicht.
Als Gastmusiker sind bei Enthroned in Clouds and Fire der Kirchenchor Ödgodlricht sowie als Sprecher Karl Pendragon Weiss zu hören. Gastsängerin bei Twelve Stars and an Azure Gown ist Elaine Harrington. Schlagzeuger Mario Weiß spielte das Klavier-Outro bei dem Lied White Goddess Unveiled ein. Laut Manuel Trummer hatte sich Weiß im Vorfeld von dem Lied No Dreams Breed in Breathless Sleep von der schwedischen Band Dissection inspirieren lassen. Das Albumbooklet wurde von Benjamin Harff entworfen, der dafür in Handarbeit eine illuminierte Handschrift erstellt hat.

## Hintergrund
Die zentralen Themen des Albums sind der Tod, die Wiedergeburt, Mythologie und Religion sowie das gemeinsame europäische Erbe. Als Allegorie verwendeten die Musiker die Figur der Weißen Göttin, die in allen europäischen Mythologien in unterschiedlicher Gestalt auftaucht.

„Sie verkörpert in der Regel Tod und Wiedergeburt. Sie ist aber auch die Muse, die dem Menschen das Bewusstsein seiner Sterblichkeit verleiht und ihn damit antreibt, etwas Bleibendes zu schaffen, bevor er wieder in seinen natürlichen Zustand, dem Tod, zurückkehrt. Die mythologische und paneuropäische Dimension fanden wir vor dem Hintergrund der aktuellen politischen Situation Europas reizvoll. Ein Europa in Trümmern – kurz vor seiner Wiedergeburt?“

Sol Invictus bezieht sich auf den römischen Sonnengott Sol. Twelve Stars and an Azure Gown enthält Auszüge aus einer Rede des britischen Politikers Winston Churchill aus dem Jahre 1946. Damals sprach er in Zürich von einer europäischen Tragödie und bezeichnete Europa als eine kulturelle Union. Das Lied endet laut Manuel Trummer mit dem Ausblick auf die Wiedergeburt. Der Untergang der Stadt Passau basiert auf dem gleichnamigen Roman von Carl Amery. Enthroned in Clouds and Fire ist laut Manuel Trummer eine Hommage an die Band Bathory.
Das Albumcover zeigt das Bild Der Mönch am Meer des deutschen Malers Caspar David Friedrich, das zwischen 1808 und 1810 entstand. Gitarrist Manuel Trummer erklärte in einem Interview, dass das Bild zur Thematik des Albums passen würde.

## Rezeption
Das deutsche Magazin Rock Hard kürte The White Goddess wie schon den Vorgänger zum Album des Monats. Boris Kaiser schrieb in seiner Rezension, dass das Album zu den „ganz selten erscheinen[den] Platten“ gehöre, „die aus dem Wust so deutlich herausragen, dass sie kaum noch mit normalen Maßstäben zu messen“ seien. „Etwas Besseres als dieses Album“ habe man laut Kaiser „im Heavy Metal in den letzten zehn, wahrscheinlich 20 Jahren nicht gehört“, wofür er die Höchstnote vergab. Laut Colin Brinker vom Onlinemagazin Metal.de setzten Atlantean Kodex dem „im Prinzip schon perfekten Songwriting“ von The Golden Bough „doch noch einmal die Krone auf“. The White Goddess sei „das Album […], an dem sich jede andere Band des Genres in Zukunft messen lassen muss“ und biete „Epic-Metal in Perfektion“. Brinker vergab zehn von zehn Punkten.
Reinhold Reither vom Onlinemagazin Stormbringer ersparte sich in seiner Rezension Anspieltips, weil The White Goddess „von vorne bis hinten ein Götteralbum, ein erneutes Referenzwerk einer Combo, die wohl schon bald die vermeintlich Großen meilenweit hinter sich lassen wird“ und stellte die Frage, wer eigentlich Manowar wären. Reither vergab ebenfalls die Höchstwertung. Weitere Höchstwertungen gab es von den Magazinen Powermetal.de, Musikreviews.de und Bloodchamber.de. Kritischer sah Dorian Gorr vom Magazin Metal Hammer das Album, da seiner Meinung nach Sänger Markus Becker zwischen all den perfekt getroffenen Tönen der Feinschliff fehle, der ihn von einem guten Sänger zum Charakter verwandeln würde. Gorr bewertete The White Goddess mit fünf von sieben Punkten.
The White Goddess stieg auf Platz 65 der deutschen Albumcharts ein.